# 天使になれない
「天使になれない」（てんしになれない）は、1971年6月5日に発売された和田アキ子の8枚目のシングル。

## 解説
オリコンチャートで最高8位を記録し、デビュー3年目にして自身初のトップ10入りを果たした。2018年6月4日付のオリコンチャートで「愛を頑張って」が週間2位を記録するまで、47年間にわたって和田の作品の中では同チャートでの最高位を記録した作品であった。オリコンの集計でも累計22万枚を売り上げ、和田のシングルとしては最大の売上となっている。
和田は本楽曲で第2回日本歌謡大賞連盟賞放送音楽部門を受賞した。
また、1971年の第22回NHK紅白歌合戦で本楽曲が歌唱され、初出場を果たした前年の第21回に続いて2年連続の出場を果たした。

## 収録曲
（全作詞：阿久悠／作曲：都倉俊一／編曲：馬飼野俊一）
1. 天使になれない [3:19]
2. 星のない女 [2:49]

## カバー
- 1971年、池玲子（アルバム『恍惚の世界』に収録）[3]
- 2008年、北口和沙 from NEXT GENERATION（アルバム『VISION FACTORY COMPILATION 〜阿久悠、作家生活40周年記念〜』に収録）